# Žďár (Rakovníki járás)
Žďár település Csehországban, Rakovníki járásban. Žďár Čistá, Jesenice, Vysoká Libyně, Velečín, Krty és Drahouš településekkel határos. Lakosainak száma 126 fő (2024. január 1.).

## Népesség
A település lakosságának változását az alábbi diagram mutatja:
| Lakosok száma | 423  | 339  | 322  | 188  | 137  | 95   | 103  | 109  | 134  | 126  |
|               | 1869 | 1900 | 1921 | 1961 | 1980 | 2011 | 2016 | 2019 | 2021 | 2024 |